# Айрапетян, Вардан Эминович
Вардан Эминович Айрапетян (18 августа 1948, Ереван — 14 декабря 2019, Ереван) — армянский филолог-русист, герменевт и философ языка.
Окончил факультет русской филологии Ереванского университета (1972), защитив диплом под руководством А. К. Жолковского. Исследовал малые жанры русского фольклора — анекдоты, пословицы и т. п. — в герменевтической традиции. Работал редактором, в 1994—2000 гг. вёл исследовательскую работу в Дании, в 2000—2001 гг. в Москве (в Институте высших гуманитарных исследований РГГУ), затем снова в Ереване.
Основной труд Айрапетяна был впервые издан в 1992 г. под названием «Герменевтические подступы к русскому языку», значительно расширенная версия 2001 г. под названием «Толкуя слово: опыт герменевтики по-русски» была удостоена премии Андрея Белого в номинации «Гуманитарные исследования». Новое дополненное и исправленное издание в 2-х частях вышло в 2011 г., расширенная редакция одной из глав — отдельным изданием в 2010 г. под названием «Толкование на анекдот про девятых людей». Работы Айрапетяна дали основание В. Н. Топорову заметить, что «благодаря Вардану Айрапетяну в конкретной герменевтике русского слова произошёл тектонический сдвиг, мы узнали много нового о русском слове, которое самоуверенно считали вдоль и поперёк изученным и до конца исчерпанным».
В 2008 г. в издательстве «Языки славянской культуры» был издан сборник «Человек как слово» к 60-летию Айрапетяна, в котором приняли участие В. Н. Топоров, В. В. Бибихин, С. Г. Бочаров, Б. В. Дубин, С. Ю. Неклюдов и другие выдающиеся учёные.